# La Situación
La Situación é um filme de comédia brasileiro de 2023, dirigido por Tomás Portella e escrito por Carolina Castro e Natália Klein. Produzido pela Mixer Films, o filme é um road movie estrelado por Natália Lage, Júlia Rabello e Thati Lopes, numa história em que três amigas embarcam do Brasil para a Argentina em busca da herança de uma delas, no entanto a viagem é marcada por vários imprevistos.
O filme teve estreia em 23 de março de 2023 nos cinemas brasileiros. Foi recebido negativamente pela crítica, a qual destacou o roteiro como "grotesco", com texto exagerado, além de uma cinematografia inadequada. No entanto, as performances das atrizes principais (Natália Lage, Júlia Rabello e Thati Lopes) foram pontuadas positivamente, sendo consideradas mal aproveitadas.

## Enredo
Ana (Natália Lage), uma mulher que está infeliz com a vida pessoal e profissional, é surpreendida com a notícia que tem direito à herança da avó que morava na Argentina. Decide embarcar junto da amiga Letícia ( Júlia Rabello), que também está insatisfeita com sua vida de mãe de família, e de sua prima excêntrica Yovanka (Thati Lopes). Elas passam por uma sequência de perrengues e situações perigosas e ao mesmo tempo hilárias, ao se envolverem, sem saber, com traficantes locais.

## Elenco
- Natália Lage como Ana
- Júlia Rabello como Letícia
- Thati Lopes como Yovanka
- Dudu Azevedo como Antônio
- Marcelo Gonçalvez como Diego
- Roberto Suarez como  El Papá
- Soledad Pelayo como Duquesa
- Marina Provenzzano como Edith
- Teresita Casella como Lilibeth

## Produção

### Desenvolvimento
Foi rodado no Uruguai e Paraguai, com atores do primeiro país fazendo os personagens argentinos. Natália, Thati e Júlia enfrentaram as adversidades das locações da produção nos bastidores. A pandemia da COVID-19, que afligia o mundo durante as filmagens no Uruguai, tornou o desafio ainda mais difícil, uma vez que eles tiveram que cumprir rigorosamente os protocolos para evitar a propagação da doença.

## Recepção

### Crítica
La Situación foi avaliado negativamente pela críitca. Diandra Guedes, escrevendo para o website Terra, disse: "Junte três excelentes atrizes de comédia — Júlia Rabelo, Natália Lage e Thati Lopes — a um roteiro grotesco, um texto exagerado e enquadramentos de câmeras desproporcionais e está pronta a receita de La Situación, comédia nacional dirigida por Tomás Portella, que tem em seu currículo Isolados e 4x100. O novo filme tinha tudo para ser um besteirol engraçado, mas ficou apenas beirando o ridículo mesmo."